# Ancylotrypa bicornuta
Ancylotrypa bicornuta is een spinnensoort uit de familie Cyrtaucheniidae. De soort komt voor in Zuid-Afrika.